# Mercado del Inmigrante
El Mercado Central es un mercado gastronómico y cultural de la ciudad de Montevideo. El mismo data de 1904 y desde su creación fue llamado como Mercado de la Abundancia.    

## Historia
Los orígenes del Mercado de la Abundancia datan, desde la década del 1800, aunque un feroz y trágico incendio lo destruyó. Es así que en 1904 comienza a construirse el nuevo Mercado de la Abundancia, en la ubicación actual, bajo la supervisión del ingeniero Leopoldo Peluffo. Finalmente, en 1906 es inaugurado.
Este mercado estaba fuera de las murallas de la ciudad, es decir en las afueras del casco antiguo de Montevideo.  Desde 1836, ya existía el primer Mercado de Montevideo, luego en 1868 fue creado el Mercado del Puerto  y en 1869 el desaparecido Mercado Central. De todos estos hoy solamente se conserva el Mercado del Puerto, el cual se le suma el Mercado de la Abundancia y el Mercado Agrícola.  
En 1976, el Mercado de la Abundancia fue declarado como Monumento Histórico Nacional.

## Reconstrucción
En los años 1990 comenzó un proceso de renovación del edificio. En donde se sumó el Mercado de los Artesanos, la sociedad Joventango, la venta de libros, un teatro y puestos de alimentos agrícolas.
Posteriormente, el mismo recibiría la denominación de Mercado del Inmigrante, aunque, en  2019,  luego de una larga restructuración, pasó a denominándose como Mercado Central, contando con una gran y amplia variedad gastronómica y sociocultural.